# داین فاینستاین
دایَن فاینستاین (به انگلیسی: Dianne Feinstein) (‎/ˈfaɪnstaɪn/‎؛ ۲۲ ژوئن ۱۹۳۳ – ۲۹ سپتامبر ۲۰۲۳) سناتور ایالت کالیفرنیا در سنای ایالات متحده آمریکا بود که برای نخستین‌بار در ۱۰ نوامبر ۱۹۹۲ به‌عضویت این مجلس درآمد.  و تا زمان درگذشتش در این مجلس بود. او پیش از آن شهردار و عضو هیات ناظران سان فرانسیسکو بود.
دایان فاینستاین، مسن‌ترین عضو مجلس سنای آمریکا و باسابقه‌ترین سناتور کالیفرنیا و سناتور زن در تاریخ آمریکا است. دایان فاینستاین، سناتور کالیفرنیا که بیش از سه دهه سناتور بود خانم فاینستاین، مسن‌ترین عضو مجلس سنای ایالات متحده بود و تا روز پنج شنبه در مجلس سنا شرکت داشت و رای داد.
او در سال ۱۹۷۸ به عنوان اولین زن شهردار سانفرانسیسکو و در سال ۱۹۹۲ وارد مجلس سنا شد و بيش از سه دهه کرسی خود را حفظ کرد.

## ابتدای زندگی و تحصیلات
او در ۲۲ ژوئن ۱۹۳۳ در سان‌ فرانسیسکو به دنیا آمد و فارغ‌التحصیل از دانشگاه استنفورد بود.  

## زندگی شخصی
نام خانوادگی او گلدمن بود ولی پس از ازدواج با همسر دومش نام خانوادگی او را برگزيد. از او يک دختر، يک نوه و سه فرزند ناتنی به جا مانده است. 

## شهرداری سان فرانسیسکو
او در سال ۱۹۷۸ و به‌دنبال ترور جرج ماسکان، شهردار وقت سان فرانسیسکو، شهردار این شهر شد.

## معاونت ریاست جمهوری تا فرمانداری ایالت کالیفرنیا
او در انتخابات ریاست‌جمهوری سال ۱۹۸۴ یکی از بخت‌های اصلی برای معاونت ریاست‌جمهوری از سوی حزب دمکرات تلقی می‌شد. در سال ۱۹۹۰ به عنوان اولین زن در تاریخ آمریکا در انتخابات فرمانداری ایالت کالیفرنیا شرکت کرد ولی با فاصله ناچیزی از رقیب جمهوریخواه خود شکست خورد. ولی موفقيت نسبی در اين کارزار انتخاباتی و حدود دو دهه حضور سياسی فعال در ايالت کاليفرنيا بالاخره زمينه راهيابی او به مجلس سنا در انتخابات سال ۱۹۹۲ را فراهم کرد. 

## سناتوری
این سناتور دموکرات نخستین زنی بود که ریاست کمیته اطلاعاتی مجلس سنا را بر عهده گرفت. خانم فاینستاین در سال ۱۹۹۲ به مجلس سنا راه یافت و پس از آن پنج بار دیگر با پیروزی بر رقیبان خود، کرسی سناتوری خود را حفظ کرد. او با ۳۱ سال حضور در مجلس سنا، پرسابقه‌ترین سناتور زن تاریخ ایالات متحده است. فاینستاین که سالخورده‌ترین عضو مجلس سنا بود به رغم کهولت سن و بیماری حتی تا هفته‌های اخیر در رأی گیری‌های اين مجلس شرکت می‌کرد. او مدتی طولانی رياست کميته امور قضايی و چندين سال نيز به عنوان اولين زن رياست کميته مهم امور امنيتی مجلس سنا را بر عهده داشت. 

## اقدامات و مواضع
او از مدافعان کنترل اسلحه بود، اولین ممنوعیت سلاح‌های تهاجمی در سطح فدرال را رهبری کرد، و شکنجه مظنونان خارجی تروریسم توسط سازمان اطلاعات مرکزی، سیا، را مستند کرد. او همچنین در دولت ترامپ پیشنهاد داده بود آمریکا و جمهوری اسلامی بدون واسطه مذاکره کنند. 
مهم‌ترین موضوع در حرفه سیاسی فاینستاین، اسلحه بود. ترور ماسکان تأثیر عمیق و ماندگاری بر زندگی سیاسی فاینستاین گذاشت و بعدها محرک اصلی او برای نگارش ممنوعیت فدرال سلاح‌های تهاجمی شد که از سال ۱۳۷۳ تا ۱۳۸۳ حکم‌فرما بود. فاینستاین در سال ۲۰۱۲ به‌دنبال قتل‌عام ۲۰ کودک و شش بزرگسال در تیراندازی دبستان سندی هوک در ایالت کنتیکت، تلاش‌ها برای وضع قوانین سختگیرانه‌تر در زمینه مالکیت سلاح از جمله ممنوعیت سلاح‌های تهاجمی را از سر گرفت. طرح پیشنهادی سناتور فاینستاین با مخالفت شدید جمهوری‌خواهان و طرفداران اسلحه مواجه شد و به تصویب سنا نرسید. مشکلات جسمی سناتور فاینستاین در ماه‌های واپسین زندگی‌اش جدی‌تر شدند و او در اواخر سال گذشته اعلامؤ کرد در انتخابات پیش روی مجلس سنا نامزد نخواهد شد. سناتور فاینستاین با حمایت از برنامه‌های نظارت ایالات متحده بر شهروندان خود که در سال توسط ادوارد اسنودن افشا شد، این اقدام اسنودن را «خیانت» خواند. فاینستاین همچنین از مدافعان حمله ایالات متحده به عراق بود. اما بعدها از این حمایت خود ابراز پشیمانی کرد. 

او از مدافعان سرسخت ارزش‌های لیبرال نظیر حفاظت از محیط زیست، آزادی زنان در باروری و کنترل فروش و مالکیت اسلحه بود که برای رای‌دهندگان کالیفرنیایی اهمیت فراوانی دارد. او در‌عین حال یک دمکرات میانه‌رو تلقی می‌شد و با عمل‌گرایی تلاش می‌کرد در گفتگو با جمهوریخواهان راه میانه‌ای برای همکاری دو حزب پیدا کند. هر چند خانم فاینستاین حداقل به‌طور آشکار مدافع فمینیسم نبود ولی تجربه طولانی او در عرصه سیاست محلی و سراسری آمریکا که در دهه‌های قبل در انحصار مردان بود روی او تاثیر گذاشت و تا حدی که می توانست تلاش می کرد سلطه مردانه را بشکند. احتمالا یکی از مهمترین لوایحی که سناتور فاینستاین پیشنهاد داد و در مجلس سنا تصویب شد ممنوع کردن تولید و فروش انواع شخصی اسلحه بود که در سال ۱۹۹۴ با امضای بیل کلینتون به قانون بدل شد. او در مصاحبه‌ای در سال ۲۰۰۵ گفت: 
«برای من کاملا مشخص است که زنان برای تمامی حقوقی که به دست آورده‌اند مجبور بودند مبارزه کنند. به همین دلیل، من همیشه تلاش می‌کنم حقوق زنان تامین شود. در‌عین حال می‌کوشم با تصویب لوایح مناسب و در صورتی که امکان داشته باشد در مصالحه و همکاری با حزب رقیب این کار را انجام دهم.»
 تمایل و تلاش او برای مصالحه با حزب رقیب باعث شد که بتواند لوایح مهمی را در مجلس سنا پیشنهاد داده و تصویب کند. ولی همین گرایش در دهه اخیر به نقطه ضعف او بدل شده بود چون فضای سیاسی آمریکا دو قطبی‌تر شده است و بسیاری از رای‌دهندگان در ایالت کالیفرنیا طرفدار سیاست‌های پیشرو و لیبرال‌تر هستند. دایان فاینستاین به خاطر قدرت بیان و صراحت لهجه و همچنین نطق‌های تند‌و‌تیز در رد استدلال مخالفان در صحن مجلس سنا شهرت داشت و به گفته دوستدارانش هیچگاه میدان را خالی نمی‌کرد. یکی از مهمترین لوایحی که سناتور فاینستاین پیشنهاد داد و در مجلس سنا تصویب شد ممنوع کردن تولید و فروش انواع شخصی اسلحه بود که در سال ۱۹۹۴ با امضای بیل کلینتون به قانون بدل شد. يکی از موضوعات مهم در دوران رياست او بر کميته امور امنيتی مجلس سنا بررسی عملکرد نهادهای امنيتی آمريکا در دوران رياست‌جمهوری جرج دبليو بوش و اتهامات مربوط به اقدامات فراقانونی آن‌ها در سال‌های موسوم به «مبارزه با تروريسم» بود که پس از حملات تروريستی يازده سپتامبر ۲۰۰۱ بر سياست‌های دولت وقت آمريکا سايه انداخته بود.

## بیماری و درگذشت
او در ماه آوریل ۲۰۲۳ پس از یک سقوط جزئی در خانه‌اش در بیمارستان بستری شد که آخرین مورد از یک سری مشکلات سلامتی او بود. در سال‌های آخر زندگی به‌دلیل کهولت سن و بیماری این قابلیت ویژه را به مرور از دست داد و در مباحث مجلس سنا و یا سخنرانی‌های علنی دیگر کندی و حتی پریشانی ذهنی او آشکار می‌شد. خانم فاینستاین در ماه فوریه امسال اعلام کرد که در انتخابات سال آینده شرکت نخواهد کرد و مدتی بعد به‌دلیل بیماری ناگزیر شد حدود دو ماه از جلسات مجلس سنا غیبت کند. به‌دلیل همین ملاحظات او پس از انتخابات میان دوره‌ای سال ۲۰۲۲ از ریاست کمیته امور قضایی مجلس سنا کناره‌گیری کرد. این سناتور که طولانی مدت‌ترین دوران مسوولیت در تاریخ ایالات متحده را داشته، پیش از این هم تصمیم گرفته بود که در سال ۲۰۲۴ دیگر نامزد نشود. اما برخی از دموکرات‌ها می‌خواستند او به دلیل سن و وضعیت سلامت نامناسبش، زودتر استعفا دهد. روز جمعه ۲۹ سپتامبر ۲۰۲۳ در سن ۹۰ سالگی در درگذشت. گاوین نیوسام، فرماندار کالیفرنیا پس از درگذشت خانم فاینستاین باید جانشین وی را منصوب کند. نیوسام متعهد شده است که یک زن سیاه‌پوست را برای این پست معرفی کند.